# Соснові насадження (квартал 10)
«Соснові насадження» — ботанічна пам'ятка природи місцевого значення. 
Пам’ятка розташовується на землях Обуховицького лісництва ДП «Іванківське лісове господарство» – квартал 10, виділ 9. Оголошено рішенням виконкому Київської обласної Ради трудящих від 28 лютого 1972 р. № 118.
Пам’ятка є високопродуктивними сосновими насадженнями віком понад 156 років.

## Світлини

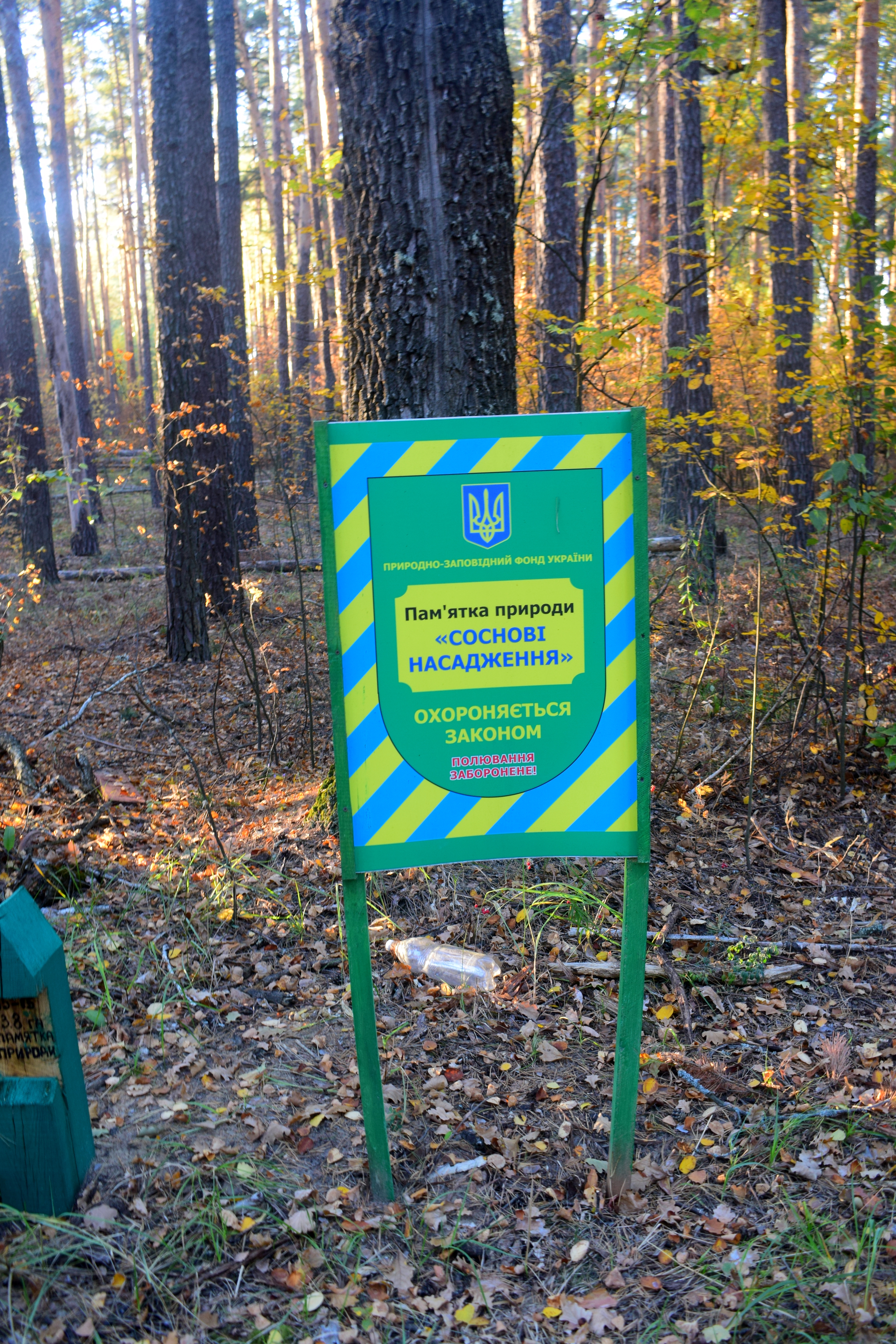
Табличка
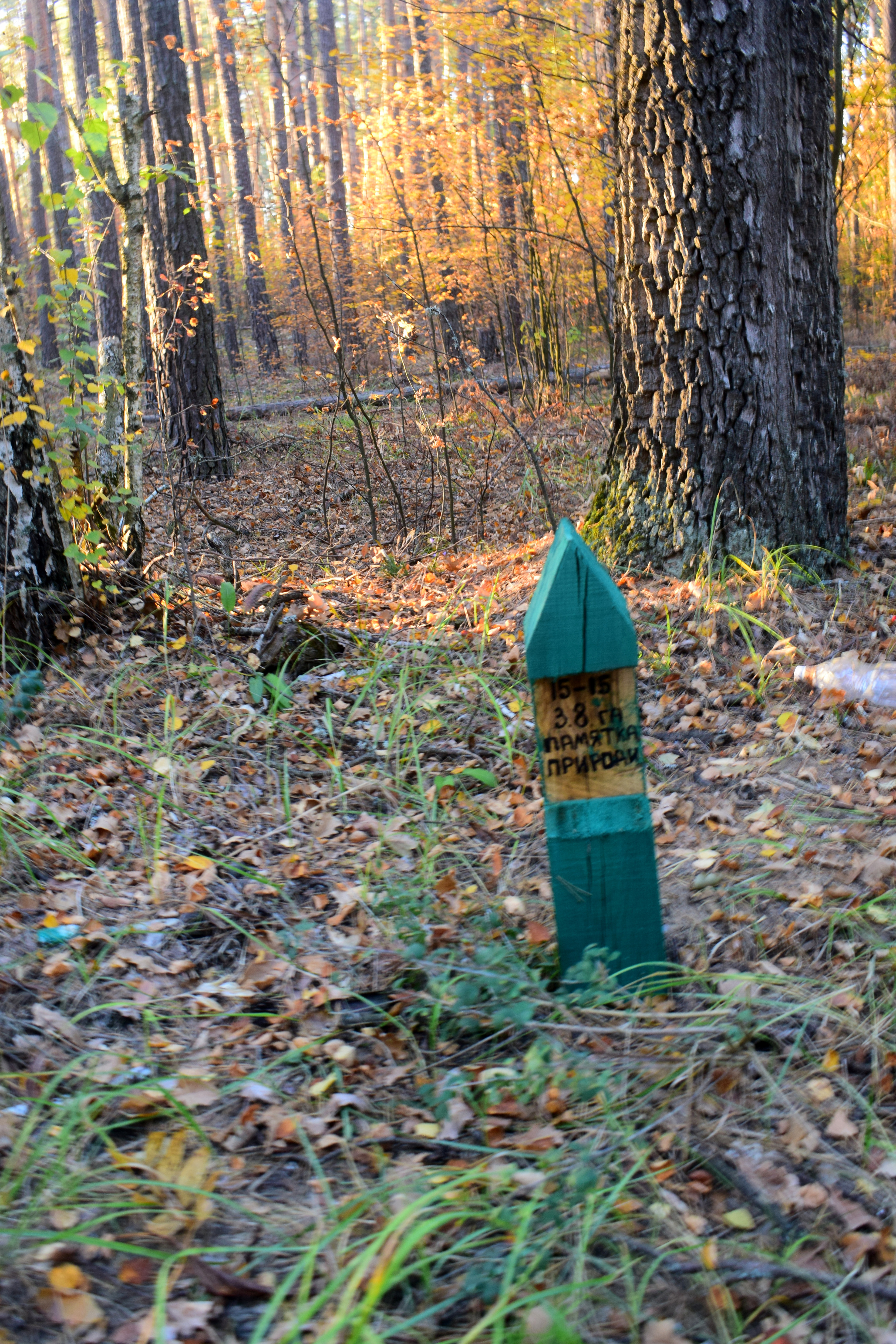
Стовпчик
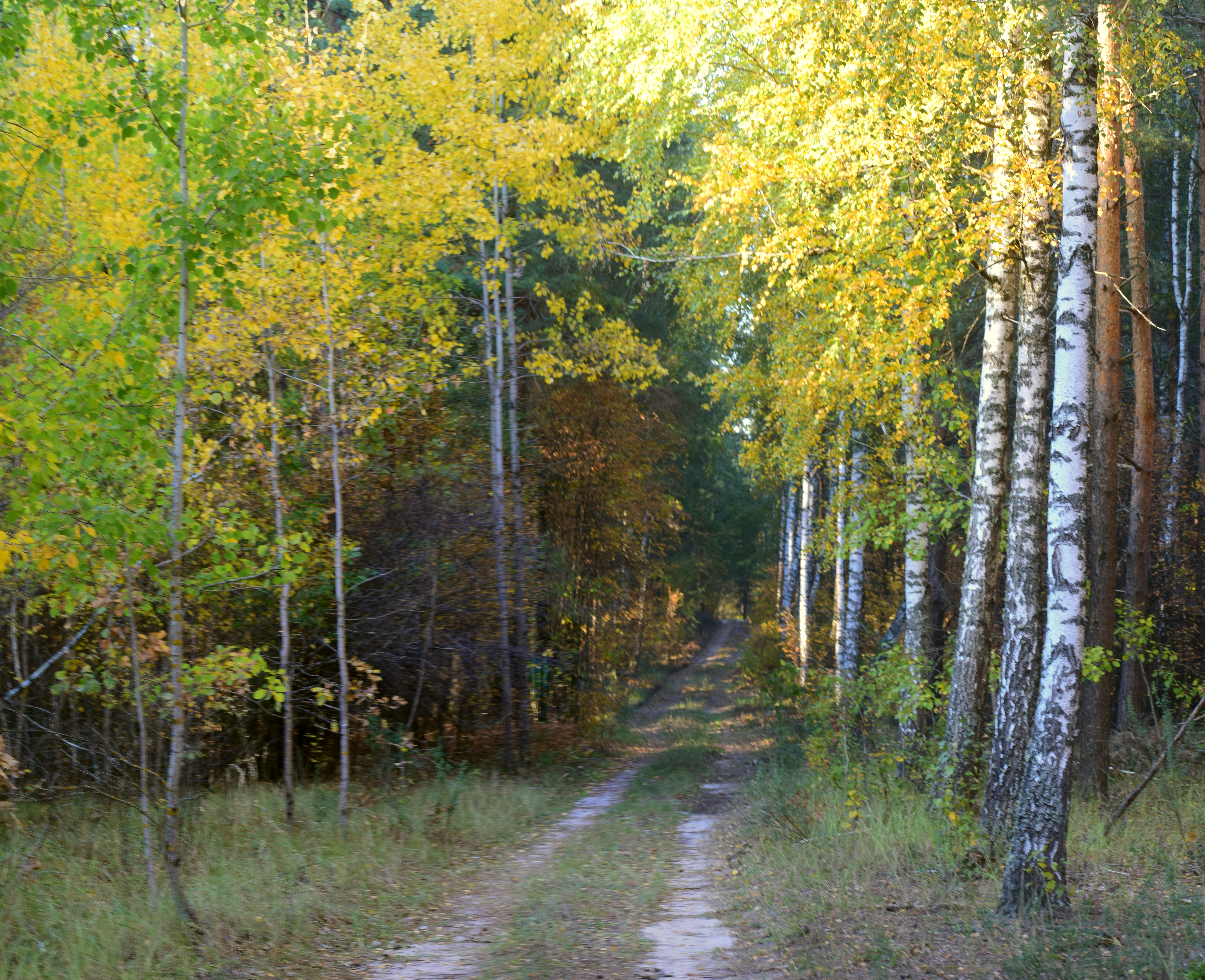
Просіка
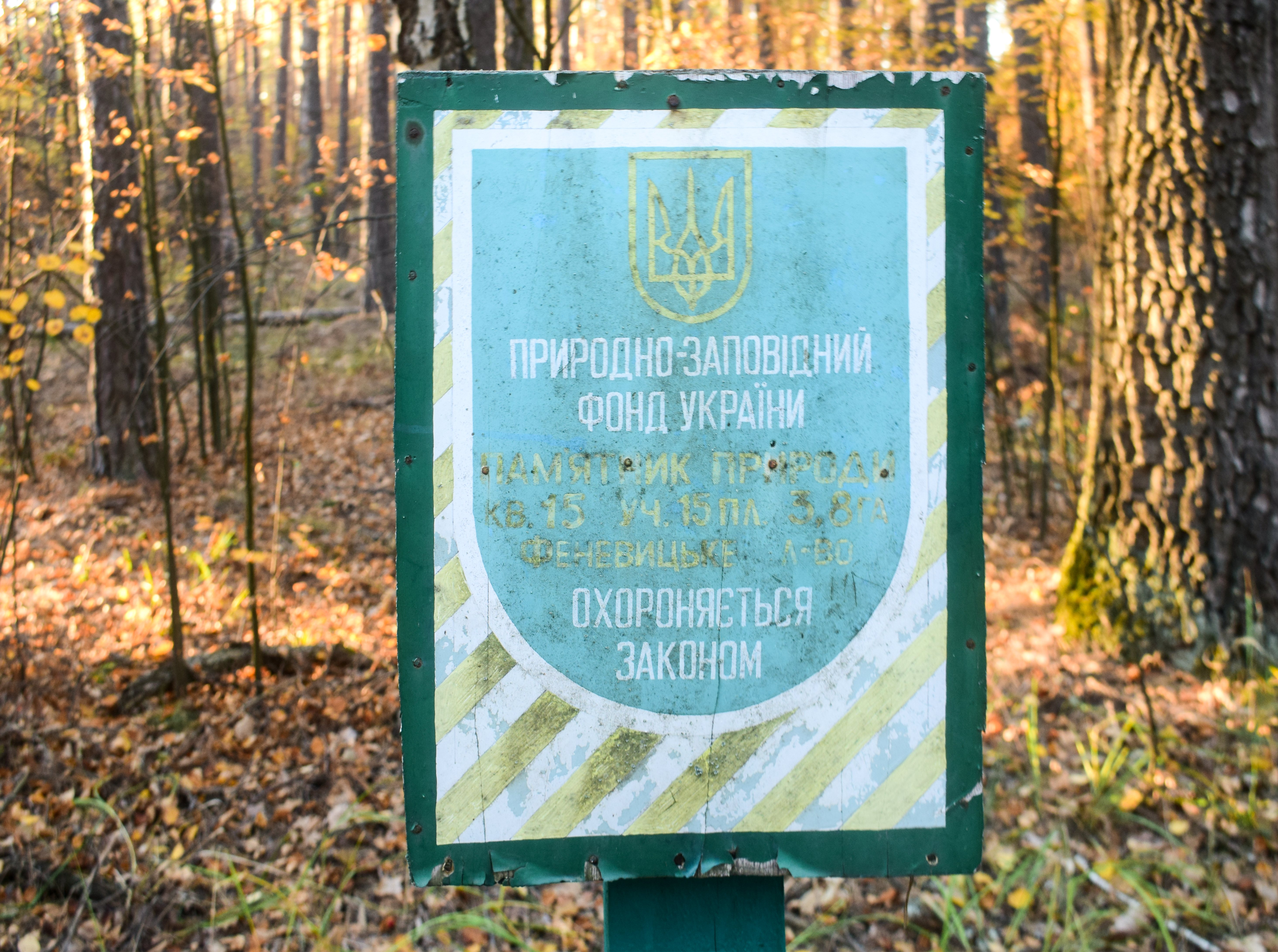
Стара табличка